# Hospital Hermanos Ameijeiras

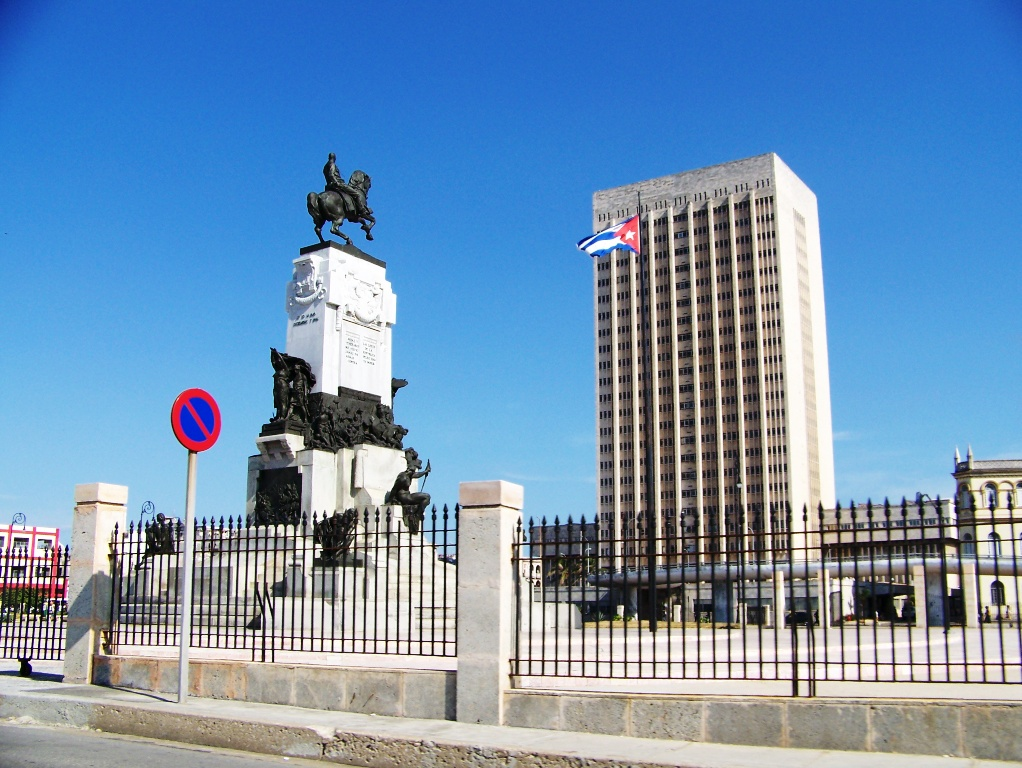
Hospital Hermanos Ameijeras, a la izquierda monumento a Antonio Maceo

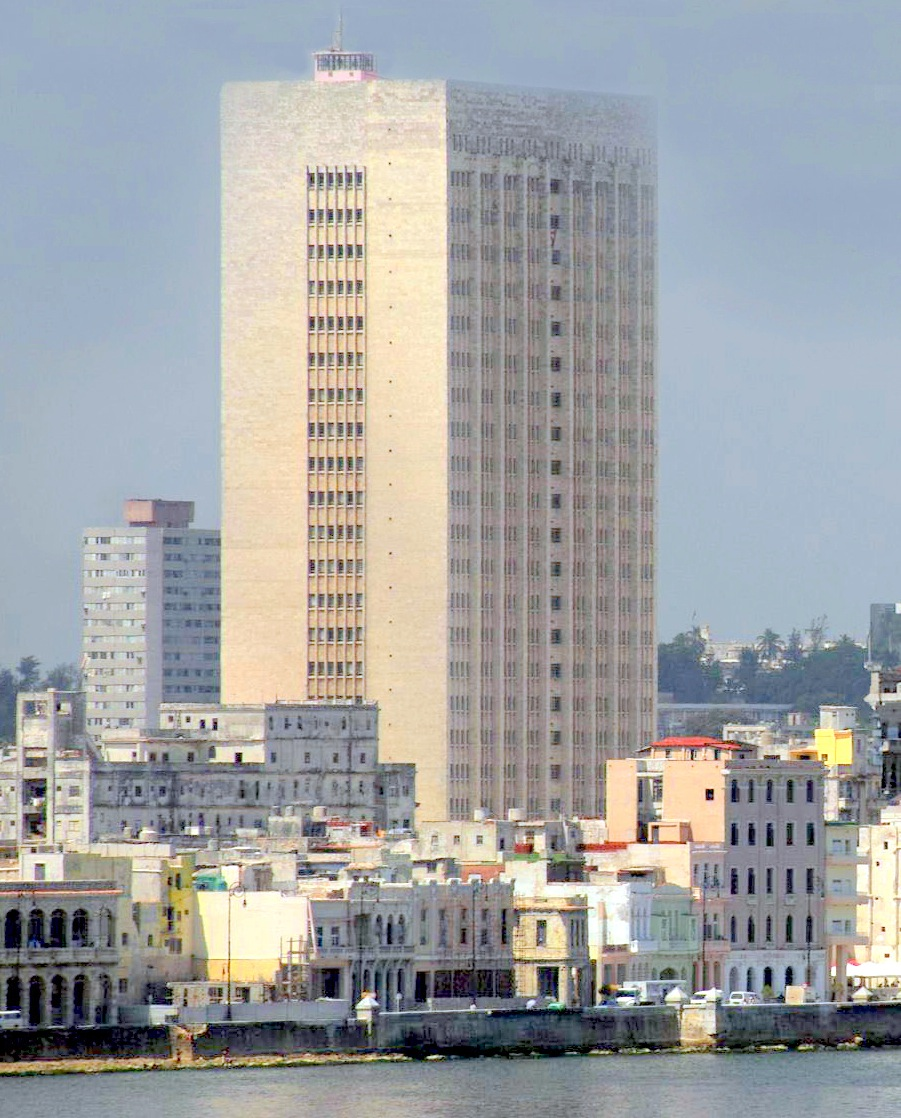
Hospital Hermanos Ameijeiras visto desde el centro histórico; en frente de la torre del hospital está el Malecón habanero

Hospital Hermanos Ameijeiras, oficialmente Hospital Clínico Quirúrgico «Hermanos Ameijeiras», es el hospital público líder de Cuba, ubicado en Centro Habana, su torre bien visible desde el Malecón habanero entre el centro histórico y el barrio de Vedado.
Se inauguró 3 de diciembre de 1982 en el edificio en el cual antes de la Revolución cubana se destinaría al Banco Nacional de Cuba. Según EcuRed, el wiki del estado cubano, fue «creado por la revolución para brindar al pueblo una atención en el ámbito de los mejores centros de su clase en el mundo».
El hospital está ubicado en las calles San Lázaro y Belascoaín en Centro Habana. El terreno mide 35.500 m² y el edificio tiene un superficie de 79.500 m². La sala monumental de recepción mide 75 m por 45 m con un techo de 15 m, y murales del artista Sandú Darié Laver.

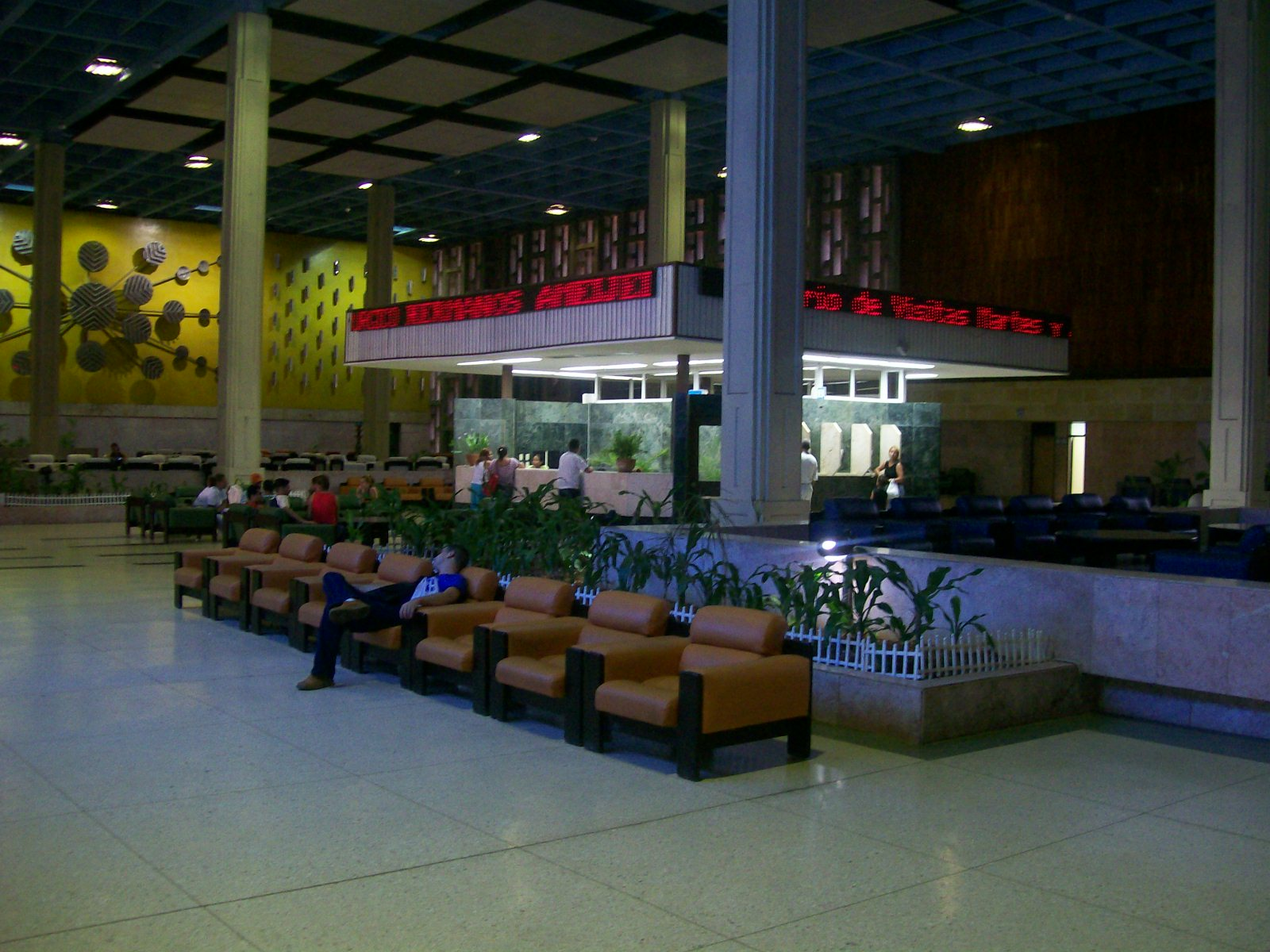
Vestíbulo del Hospital Hermanos Ameijeiras en 2007

## Historia

### Origen y nombre
El terreno estaba ocupado desde 1852 hasta los años 1950 por la Casa de Beneficencia y Maternidad de La Habana.
Al triunfo de la revolución en 1959 el edificio estaba a medio construir, iba a ser el Banco Nacional de Cuba y dependencias como la Bolsa. Por fin el nuevo estado cubano decidió completar la construcción y hacer del edificio un hospital, que abrió 23 años después en 1982.
Con su nombre significativo, el hospital recuerda a los hermanos Ameijeiras, 3 mártires de la lucha revolucionaria que crecieron en la vecindad del edificio.

### Misión del centro
Obtener una atención médica de excelencia y enfrentar la introducción y asimilación de la tecnología más avanzada ha sido la divisa principal de la Institución. El nivel alcanzado y los éxitos cosechados se reflejan en los indicadores hospitalarios obtenidos de la atención de pacientes con grandes complejidades diagnósticas y terapéuticas.
Entre los éxitos más meritorios pueden mencionarse: los trasplantes de órganos y tejidos, la endoscopia intervencionista, la microcirugía, la imagenología de punta, la litotricia extracorpórea, la oxigenación hiperbárica, las técnicas de avanzada en el diagnóstico histológico y citológico, las técnicas quirúrgicas de grandes complejidades y la cirugía mínimamente invasiva.
Dos parámetros, entre otros, permiten medir la calidad en la atención médica: la elevada satisfacción de los pacientes y familiares por los servicios recibidos, reflejadas en encuestas realizadas sistemáticamente, y en el aumento de la demanda, tanto nacional como extranjera por los servicios que ofrece el Hospital para la recuperación de la salud. También el Hospital ha tenido resultados destacados en la educación médica.

### Educación médica
La actividad docente ha sido muy pródiga desde la inauguración. La formación de especialistas a través del régimen de residencias ha contado con un promedio anual de más de 200 médicos residentes, graduándose hasta la fecha más de mil especialistas, entre los cuales hay un grupo importante de extranjeros. También la docencia de perfeccionamiento se ha destacado mediante la ejecución de cursos y entrenamientos a profesionales y técnicos de la salud, tanto nacionales como extranjeros. Desde 1984 el Hospital es sede de una Filial de Licenciatura en Enfermería de la actual Universidad de Ciencias Médicas de La Habana, antes Instituto Superior de Ciencias Médicas.
Las líneas principales de investigación y desarrollo son: el trasplante de órganos y tejidos, las enfermedades malignas, la cirugía mínimamente invasiva, la integración de las ciencias básicas a la clínica y la computación aplicada a la medicina.

### Aparición en la películaSicko
En la película Sicko de Michael Moore, Moore llevó un grupo de estadounidenses a Cuba para enseñar con qué calidad les tratarían allá, esto para mostrar que un sistema médico socialista como el de Cuba podría brindar a los pacientes un mejor servicio que en Estados Unidos, donde dichos pacientes carecieron de dinero para pagar las cuentas altas en el sistema privado norteamericano.
Moore insistió, tanto en la película como en una entrevista con John Stossel de ABC News, que les trataron «como a cualquier cubano», como había pedido al gobierno cubano; pero las investigaciones de Stossel le llevaron a concluir que el Hospital Hermanos Ameijeiras brindaba servicios principal o solamente para la élite y que el cubano «de a pie» no gozaba de tal estándar de servicio médico.
Sin embargo, hay críticas a las conclusiones de Stossel, se alega que el centro desde su fundación brinda servicios a la población de los municipios aledaños así como a pacientes de todo el país que requieran de las tecnologías de avanzada existentes en la institución.